# Саверьен, Александр
Александр Саверьен (фр. Alexandre Julien Savérien; 16 июля 1720, Арль — 3 мая 1805, Нантер) — французский математик, инженер, писатель, автор сочинений по вопросам мореплавания.

## Биография
Родился 16 июля 1720 года в Арле, Франция.

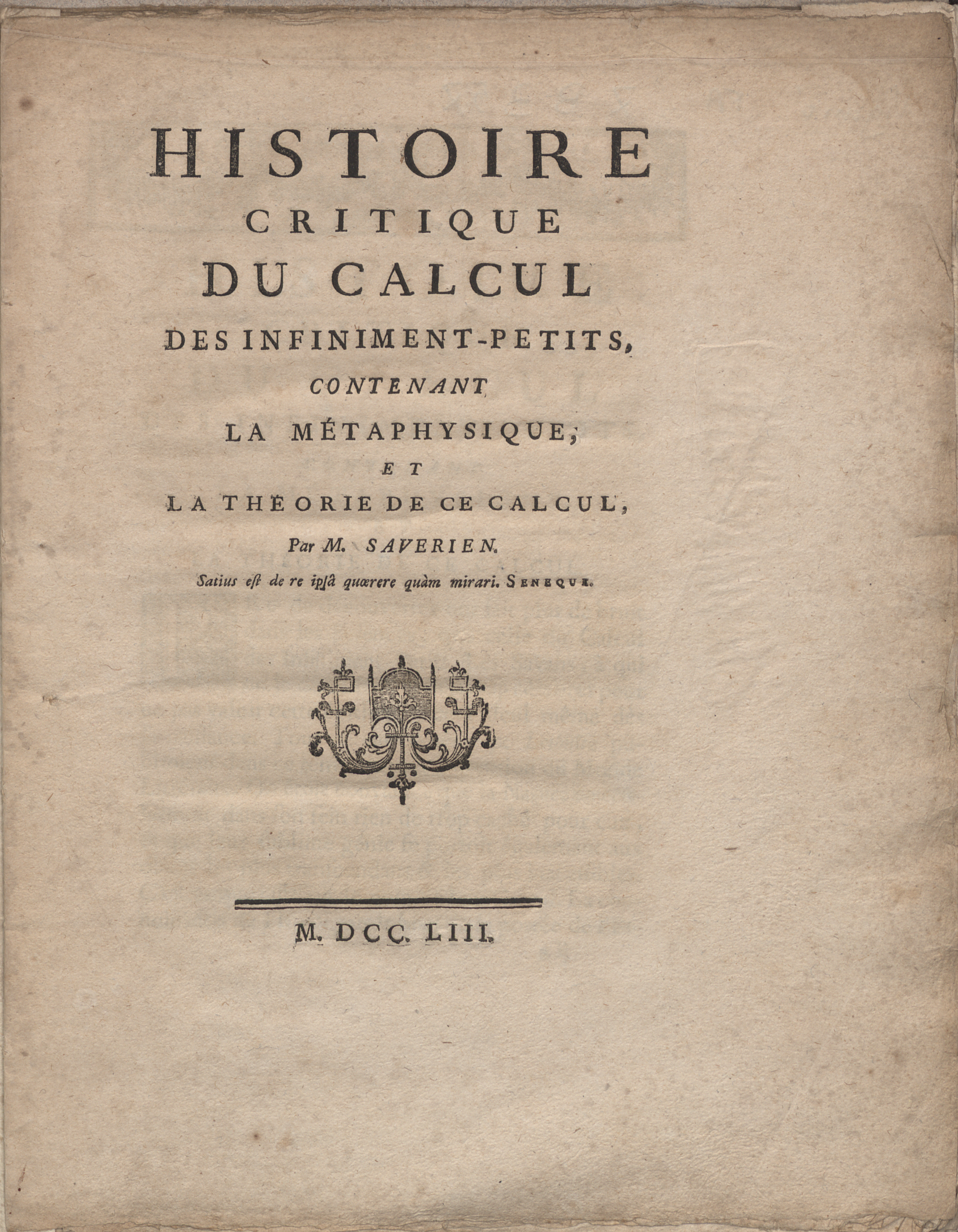
Авантитул «Histoire critique du calcul des infiniment-petits», 1753

Умер 3 мая 1805 года в Нантере.

### Переводы на русский язык
- Курганов Н. О точности морского пути, или искусство как измерять на море ход корабля, и т. д.. — СПб., 1773.